# Moardăș
Moardăș – wieś w Rumunii, w okręgu Sybin, w gminie Mihăileni. W 2011 roku liczyła 252 mieszkańców.